# Сплитско-Далматинска
Сплитско-Далматинска, Сплитско-Далматинская жупания (хорв. Splitsko-dalmatinska županija) — жупания в регионе Далмация Хорватии. Административный центр жупании — город Сплит.
Жупания находится в Средней Далмации, простирается вытянутой полосой от побережья Адриатики до границы с Боснией и Герцеговиной. Кроме этого, она включает в себя близлежащие острова, самыми крупными из которых являются Брач, Хвар, Вис и Шолта. На северо-западе граничит с жупанией Шибенско-Книнска, на юго-востоке — с Дубровачко-Неретванска.

## Население
Население жупании — 463 676 человек. Жупанию населяют хорваты (96,30 %), сербы (1,19 %), албанцы (0,19 %), боснийцы (0,19 %), словенцы (0,19 %), черногорцы (0,13 %), (по данным на 2001 год).

## География и климат
- Сплитско-Далматинска — вторая по величине жупания Хорватии (4540 км²).
- Самая высокая гора — гора Свети-Юре (горы Биоково) (1762 м).
- Самая длинная река — Цетина (101 км).
- Самый большой остров — Брач (395 км²).

На побережье и на островах жупании преобладает средиземноморский климат. Для материковой части характерен субсредиземноморский, а в горных районах — горный климат. Лето — сухое и теплое (средняя температура воздуха летом 26 °C). Зимы — мягкие, с небольшим количеством осадков. На материковой части разница температур выше. Среди ветров выделяются бора — ветер, дующий с материка на море и приносящий с собой прохладную погоду, и южный ветер юго (сирокко), дующий с моря на сушу и приносящий теплую и облачную погоду.

## Города
| Город      | Количество жителей |
| ---------- | ------------------ |
| Сплит      | 175 140            |
| Каштела    | 34 103             |
| Солин      | 15 850             |
| Макарска   | 13 381             |
| Синь       | 11 468             |
| Трогир     | 10 907             |
| Омиш       | 6565               |
| Имотски    | 4347               |
| Хвар       | 3672               |
| Супетар    | 3016               |
| Триль      | 2381               |
| Вргорац    | 2188               |
| Стари-Град | 1906               |
| Вис        | 1776               |
| Комижа     | 1523               |
| Врлика     | 959                |

## Общины
| Община          | Количество жителей |
| --------------- | ------------------ |
| Башка-Вода      | 2924               |
| Бол             | 1661               |
| Брела           | 1771               |
| Циста-Прово     | 3674               |
| Дицмо           | 2657               |
| Дуги-Рат        | 7305               |
| Дугополе        | 3120               |
| Градац          | 3615               |
| Хрваце          | 4116               |
| Йелса           | 3656               |
| Клис            | 4367               |
| Лечевица        | 740                |
| Локвичичи       | 1037               |
| Ловреч          | 2500               |
| Марина          | 4771               |
| Милна           | 1100               |
| Муч             | 4074               |
| Нережишча       | 868                |
| Округ           | 2980               |
| Оток            | 5782               |
| Подбабле        | 4904               |
| Подгора         | 2884               |
| Подстрана       | 7341               |
| Постира         | 1553               |
| Пргомет         | 797                |
| Приморски-Долац | 839                |
| Проложац        | 4510               |
| Пучишче         | 2224               |
| Руновичи        | 2643               |
| Сегет           | 4904               |
| Селца           | 1977               |
| Сучурай         | 492                |
| Сутиван         | 759                |
| Шестановац      | 2685               |
| Шолта           | 1479               |
| Тучепи          | 1763               |
| Задварье        | 277                |
| Загвозд         | 1642               |
| Змиявцы         | 2130               |

## Экономика и промышленность
В жупании развиты туризм, торговля, перерабатывающая промышленность, судостроение, машиностроение, текстильная индустрия.

## Достопримечательности
В список Список Всемирного наследия ЮНЕСКО входят три объекта на территории жупании:
- Исторический центр города Сплит с Дворцом Диоклетиана
- Исторический центр города Трогир
- Стариградская равнина на острове Хвар

В горном массиве Биоково образован природный парк.
Среди других достопримечательностей:
- остров Брач и пляж «Золотой рог» возле города Бол
- курортная Макарска ривьера и её центр Макарска
- каньон реки Цетина
- озёра Красное озеро и Голубое озеро
- пещерный монастырь «Pustinja blaca» на острове Брач
- остров Бишево и его Голубой грот

## Знаменитые земляки
- Анчич, Марио (1984) — хорватский теннисист
- Влашич, Бланка (1983) — хорватская легкоатлетка
- Иванишевич, Горан (1971) — югославский и хорватский теннисист
- Тудор, Игор (1978) — хорватский футболист

## Галерея

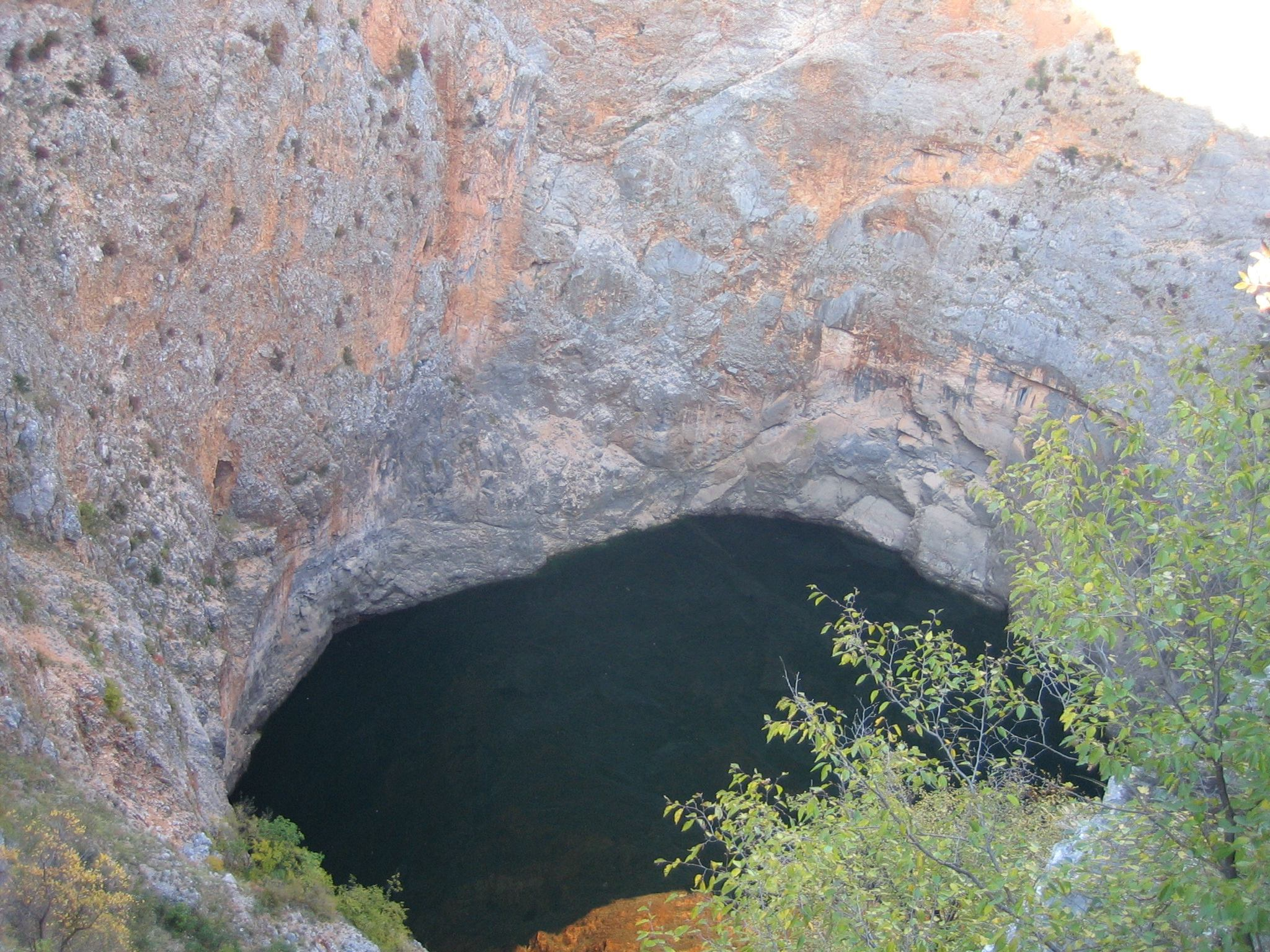
Красное озеро в горном провале
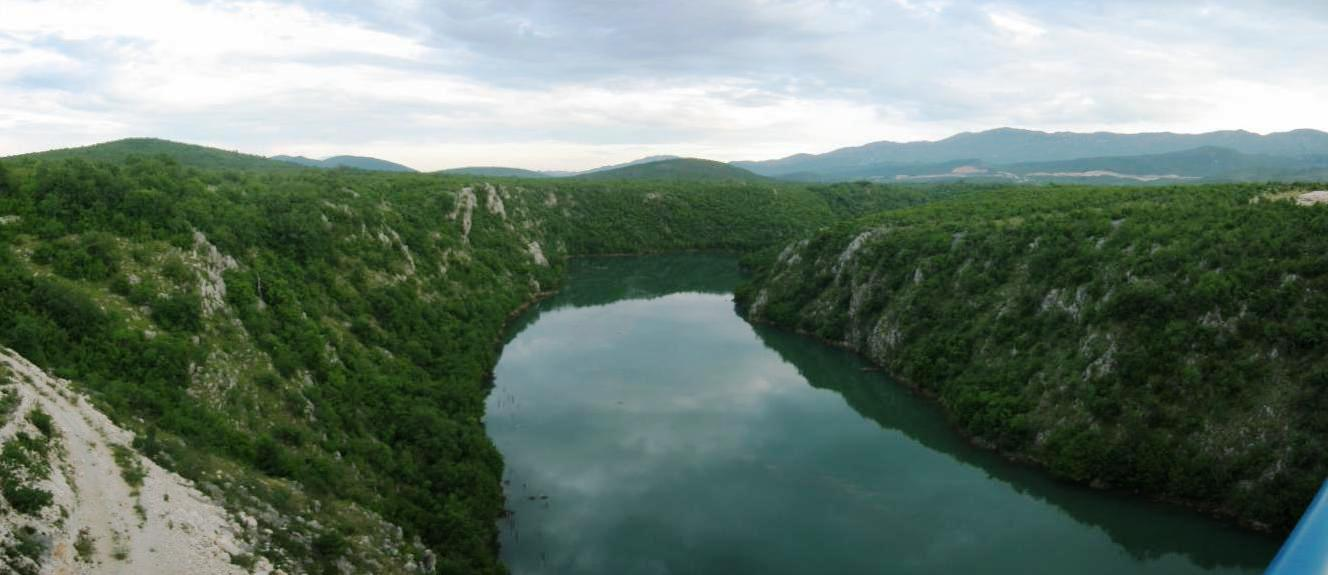
Река Цетина
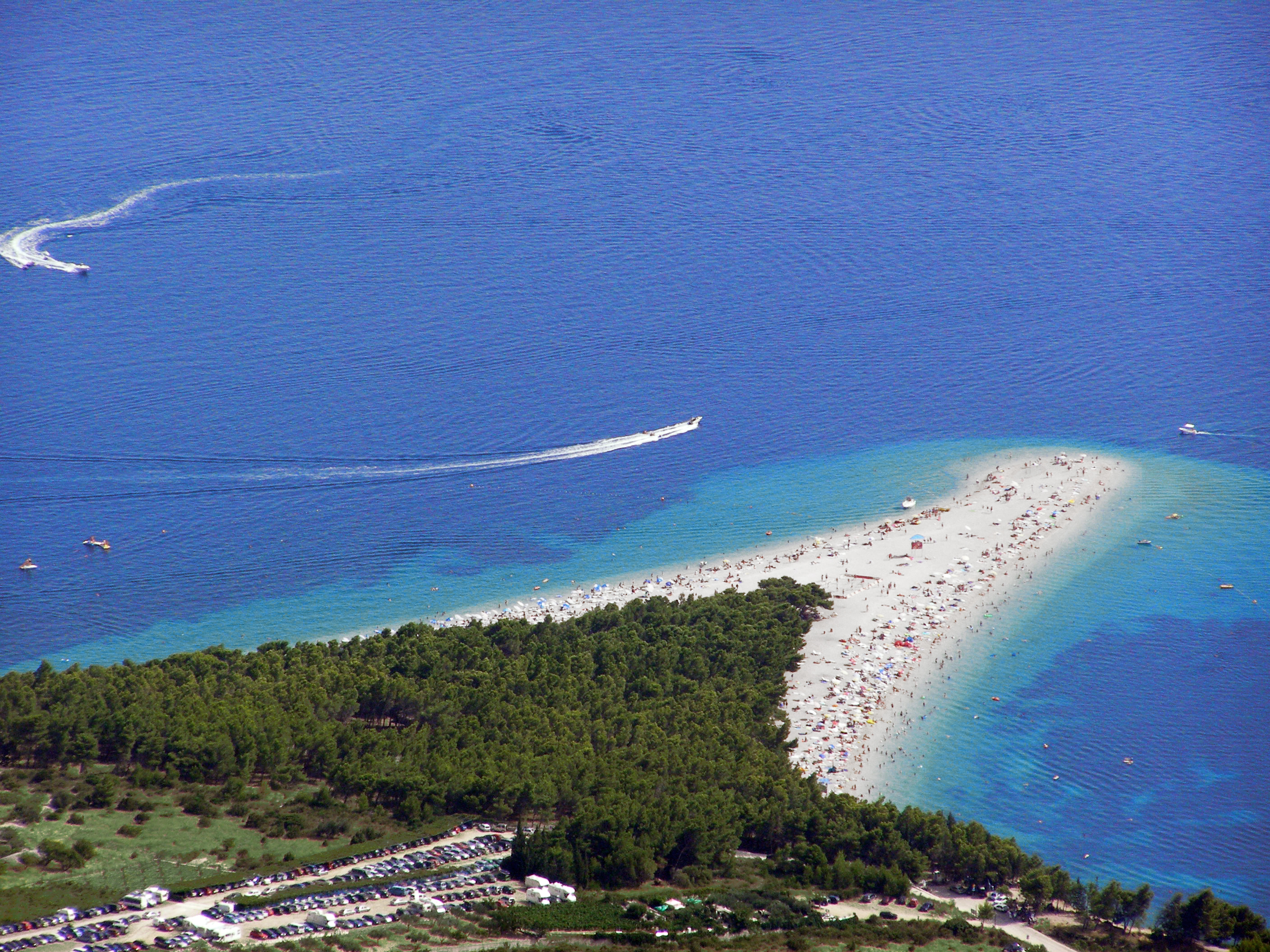
Пляж «Золотой рог» на острове Брач
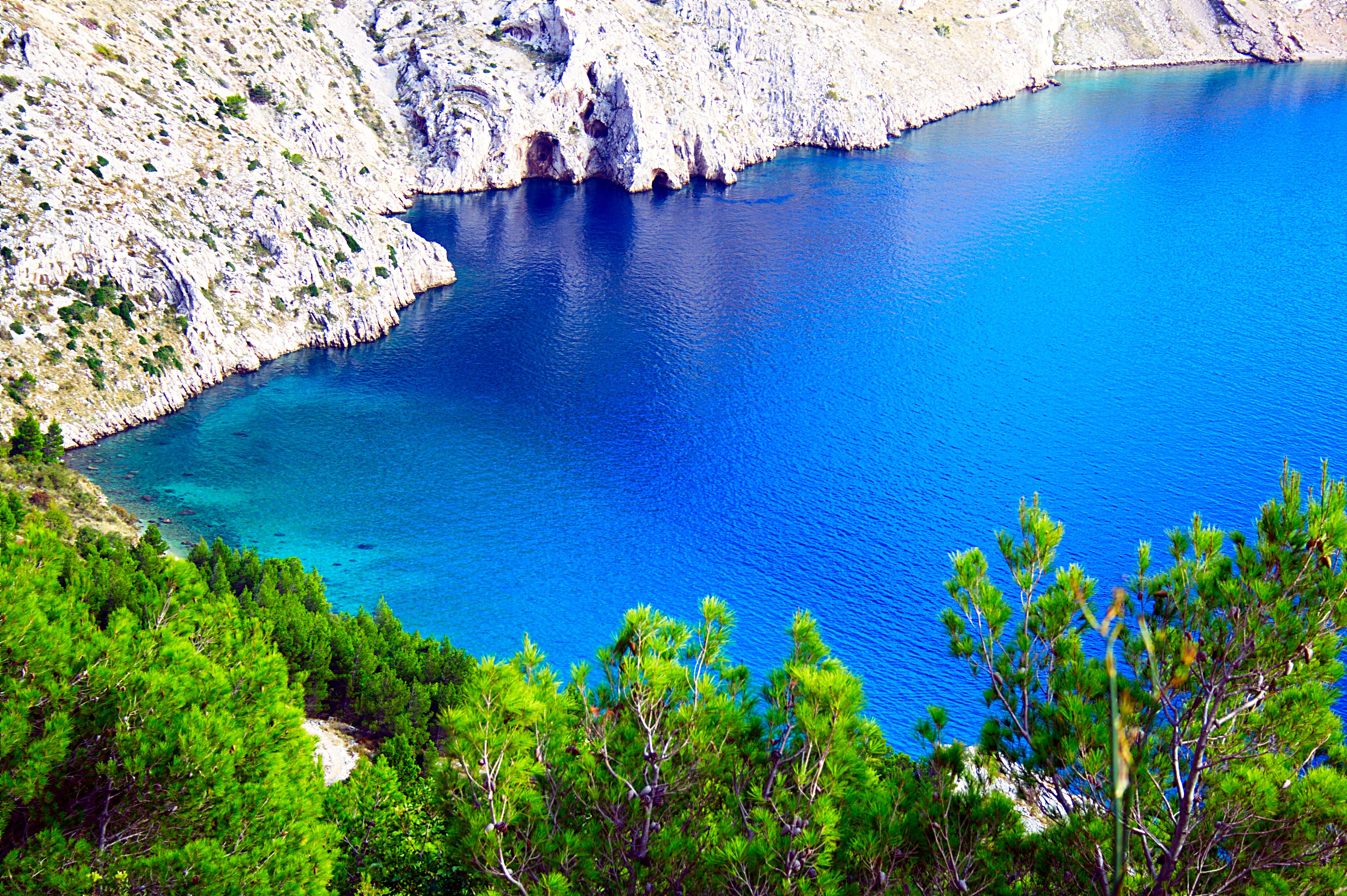
Адриатическое море между Омишем и Макарской
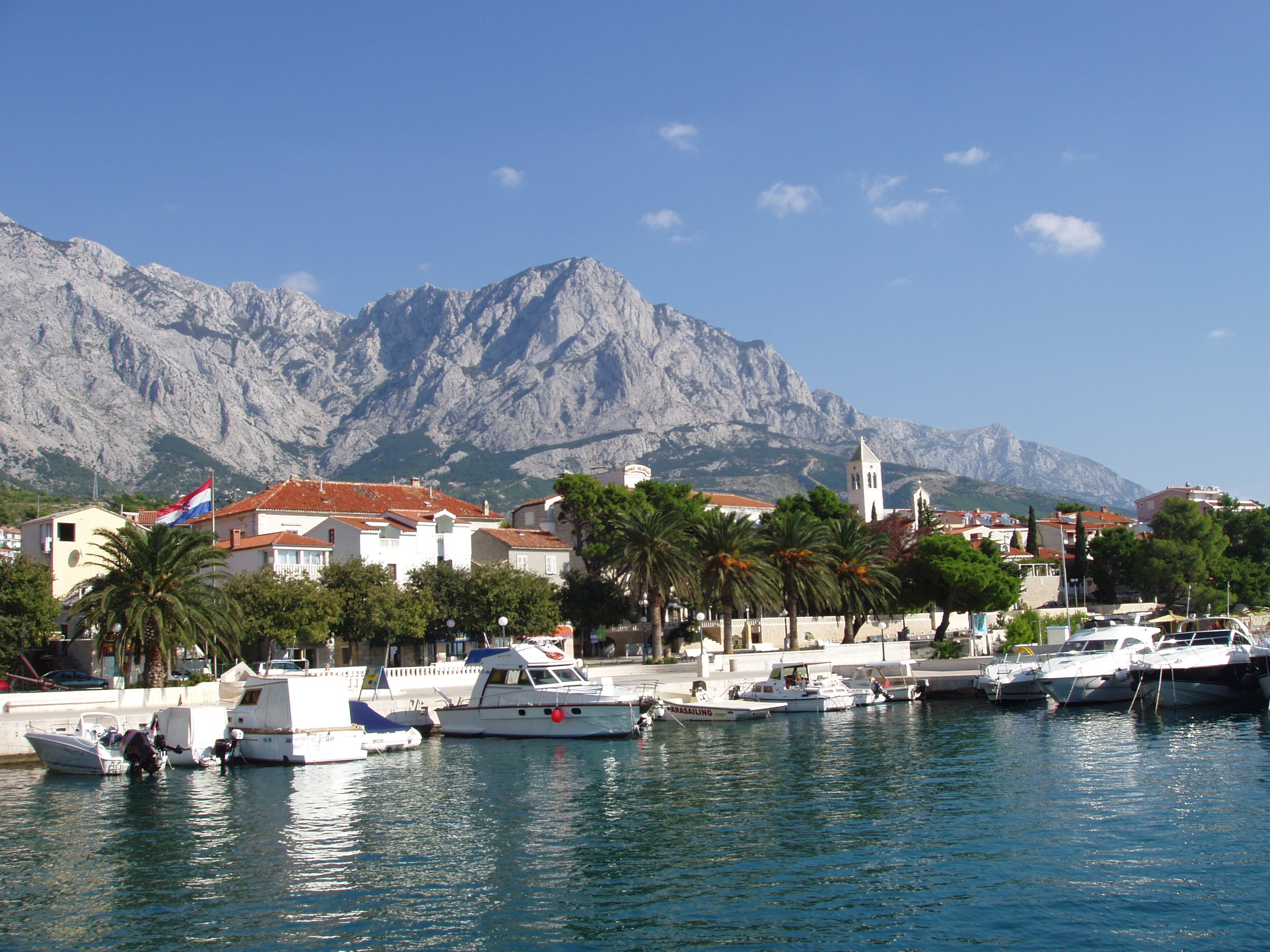
Курорт Башка-Вода